# Ulica Mordechaja Anielewicza w Warszawie
Ulica Mordechaja Anielewicza – ulica w dzielnicach Wola i Śródmieście w Warszawie. 

## Historia
Ulica powstała po II wojnie światowej śladem dawnej ulicy Gęsiej na odcinku od ulicy Okopowej do ulicy Karmelickiej. Wschodni odcinek ulicy został wygięty w stronę południową względem dawnego przebiegu ulicy Gęsiej i doprowadzony do skrzyżowania z ulicą Świętojerską. 
Ulica Gęsia pojawiła się w średniowieczu jako droga Nowego Miasta prowadząca do pól uprawnych, stanowiąca przy tym przedłużenie późniejszej ul. Franciszkańskiej do Traktu Młocińskiego, obecnej ul. Zamenhofa. Kilkakrotnie przedłużana: w pierwszej połowie XVIII wieku do ul. Smoczej, po 1771 do ul. Okopowej.
W listopadzie 1940 ulica na całej swej długości znalazła się w granicach getta.
Dawna zabudowa ulicy uległa zniszczeniu w 1943, podczas powstania w getcie oraz w wyniku akcji systematycznego burzenia dzielnicy zamkniętej przez Niemców po upadku powstania. Ocalałe wypalone budynki „Gęsiówki” zostały rozebrane po roku 1960. Obecna zabudowa pochodzi z lat powojennych; zaprojektowane przez Bohdana Lacherta budynki nr 2,4 i 3/5, zbudowane w latach 1949-50, są jednymi z pierwszych powstałych na Muranowie. Po wojnie w ciąg ulicy Anielewicza włączono dawną uliczkę bez nazwy, wiodącą od ul. Okopowej do cmentarza ewangelicko-augsburskiego.
Obecna nazwa ulicy została nadana w kwietniu 1947 (według innego źródła 31 grudnia 1955).

## Ważniejsze obiekty
- Ogród Krasińskich
- Muzeum Historii Żydów Polskich
- Pomnik Żegoty
- Trakt Pamięci Męczeństwa i Walki Żydów
- Cmentarz żydowski

## Upamiętnienia
- Tablica na bloku mieszkalnym nr 34 upamiętniająca zdobycie podczas powstania warszawskiego przez żołnierzy batalionu „Zośka” Gęsiówki, odsłonięta 5 sierpnia 1994[5].